# Klaus Küng
Klaus Küng (Bregenz, Vorarlberg, 17 de septiembre de 1940) es un presbítero católico austriaco. Fue Obispo de Feldkrich (1989-2004), y obispo Sankt Pölten (2004-2018). Está incardinado en la Prelatura del Opus Dei.

## Biografía
Klaus Küng, es el menor de los cuatro hijos del médico municipal Josef Küng y Renelde Küng. Pasó su juventud en la localidad austriaca de Feldkirch, en el estado federado de Vorarlberg. Se graduó en 1958 en el Bundesgymnasium Feldkirchy estudió medicina en la Universidad de Innsbruck y en la Universidad de Viena, donde se doctoró en 1964.
Durante sus estudios universitarios en Viena conoció el Opus Dei, una prelatura personal de la Iglesia católica compuesta principalmente por laicos. En 1961a la edad de veintidós añosse incorporó al Opus Dei como miembro numerario (célibe). Tras completar su doctorado, Küng trabajó como médico en el hospital Kaiserin Elisabeth y como director de la recién construida residencia de estudiantes del Opus Dei Birkenbrunn en el distrito 19 de Viena. 
Tiempo después se trasladó a Roma, para estudiar Teología católica en la Pontificia Universidad Lateranense (1965-1969), donde se doctoró con una tesis sobre “El Misterio Sacramental en Mathias Joseph Scheeben”. De regreso a Austria, ejerció la medicina en el IV Departamento Médico del Hospital Estatal de Graz. 
El 23 de agosto de 1970 fue ordenado sacerdote en Madrid. Comenzó su labor pastoral como capellán en la iglesia de San Pedro de Viena. Fue Vicario regional del Opus Dei en Austria (1976-1989). 
El 22 de diciembre de 1986, el periódico “Vorarlberger Nachrichten” informó que el Papa Juan Pablo II nombraría obispo de Feldkirch al vicario regional Klaus Küng. La noticia de su nombramiento fue confirmada por Radio Vaticano. El consejo de sacerdotes y la dirección de la diócesis se opusieron a su nombramiento. El Vaticano esperó más de dos años hasta que las cosas se calmaron un poco. El 21 de enero de 1989 finalmente anunció el nombramiento de Küng. Fue ordenado obispo en Feldkirch por su predecesor Bruno Wechner el 5 de marzo de 1989; Los co-consagradores fueron Georg Eder, arzobispo de Salzburgo, y Reinhold Stecher, obispo de Innsbruck. La víspera de su ordenación como obispo tuvo lugar una marcha silenciosa con 5.000 participantes. En enero de 1990, el grupo de acción de Vorarlberg “Todos somos Iglesia”, que se había dado a conocer “por acciones de protesta contra el nombramiento de Klaus Küng como obispo de Feldkirch”, exigió que se dejara de pagar la contribución de la iglesia a la diócesis de Feldkirch. Se debería volver a dedicarse a otras instituciones eclesiásticas como la parroquia: la gente ya no está dispuesta a apoyar a “esos funcionarios que quieren una iglesia prescriptiva y prohibida”.Como obispo de Feldkirch, Küng simpatizó con Opus Sanctorum Angelorum y aceptó a su miembro Norbert Tscholl en la diócesis. El lema episcopal de Küng es “Serviam” (en alemán: Te serviré).
Küng es miembro de la Congregación para el Clero y consultor del Pontificio Consejo para la Familia.
Contrario a la eutanasia, el aborto y la anticoncepción, es un “obispo de la familia”. Como tal, inició el movimiento de las Iglesias en casa y fundó la Iniciativa de la Familia Cristiana. En 2004 fue nombrado presidente de la comisión de finanzas de la Conferencia Episcopal de Austria.
Desde 2010, Küng fue presidente del consejo directivo de la “Fundación de Protección Óptima”, fundada por la Conferencia Episcopal de Austria, a través de la cual se proporciona ayuda financiera a las víctimas de abusos sexuales por parte de funcionarios de la Iglesia católica en Austria.
El Papa Francisco aceptó su solicitud de dimisión “nunc pro tunc” (“ahora para después”), presentada en su 75 cumpleaños, en diciembre de 2015, y al mismo tiempo amplió su mandato por un año. El 17 de mayo de 2018, el Papa aceptó su dimisión por motivos de edad y nombró al anterior obispo de Gurk-Klagenfurt, Alois Schwarz, como sucesor de Küng.